# 夏瑞紅
夏瑞紅，台灣台中縣人，北一女、文化大學史學系畢業，台灣作家， 台灣資深新聞工作者。
曾任職於大人物雜誌，之後進入中時報系，先後擔任時報周刊、文化新聞中心記者，寶島版主編、浮世繪版主編及永豐餘企業所屬「上善人文基金會」執行長。
曾獲得中華民國新聞評議會傑出新聞人員獎。
目前退休於農村，嚮往盡可能自給自足的生活實驗。

## 作品
- 《痴人列傳》（1990）
- 《氣》（1992）
- 《阿詩瑪的回聲》（1995）
- 《報紙在日本社區運動中的角色與功能》（1997）
- 《人間大學：十五個橫越人生考題的真實故事》（2003）
- 《在浮世繪相遇》（2004）
- 《醬子就可愛：「不生氣媽媽」練功筆記》（2007）
- 《人間大學2.0》（2007）
- 《現在最幸福：少年阿嬤的生命禮物》（2012）
- 《小村物語》（2016）

## 外部連結
- 紅牌直報 （页面存档备份，存于）
- Xletter